# Gylfaginning

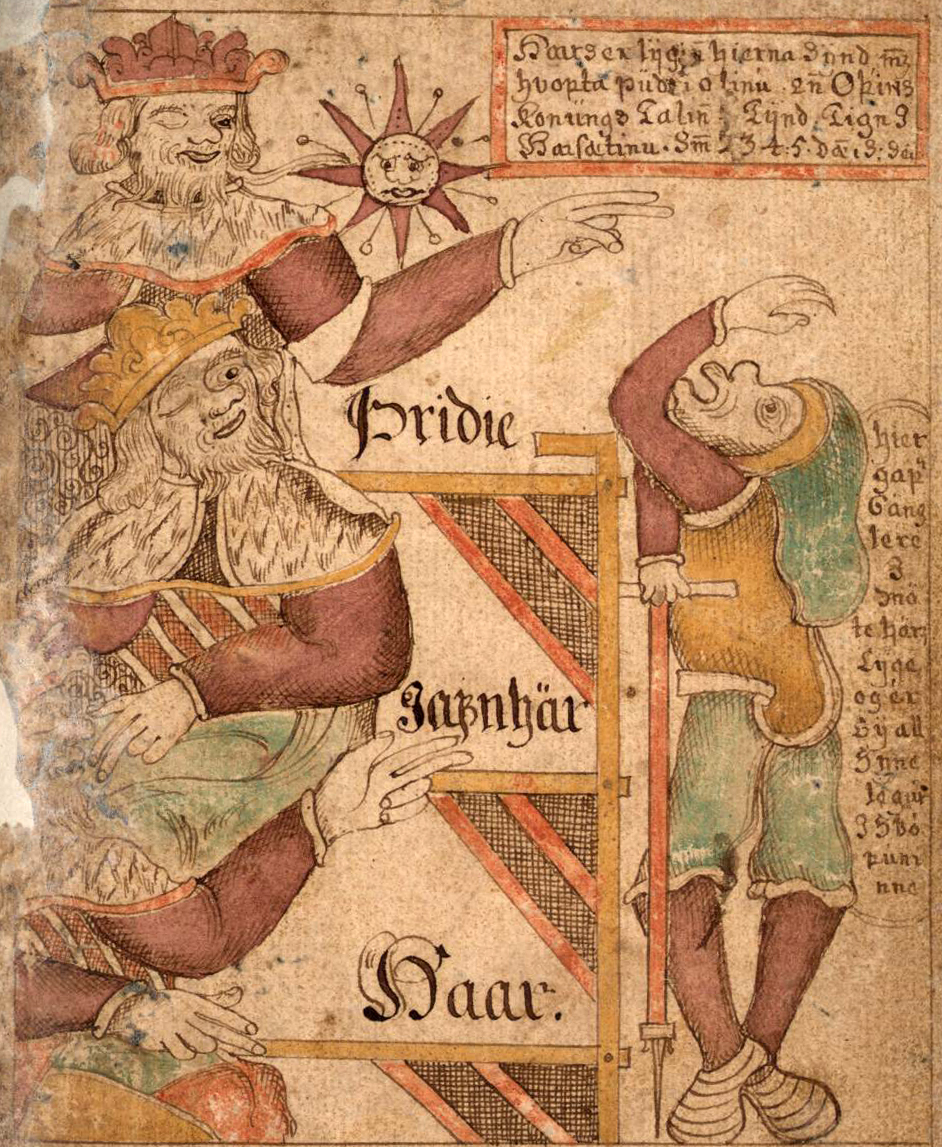
Gylfi wordt begoocheld
manuscript uit IJsland, 18e eeuw

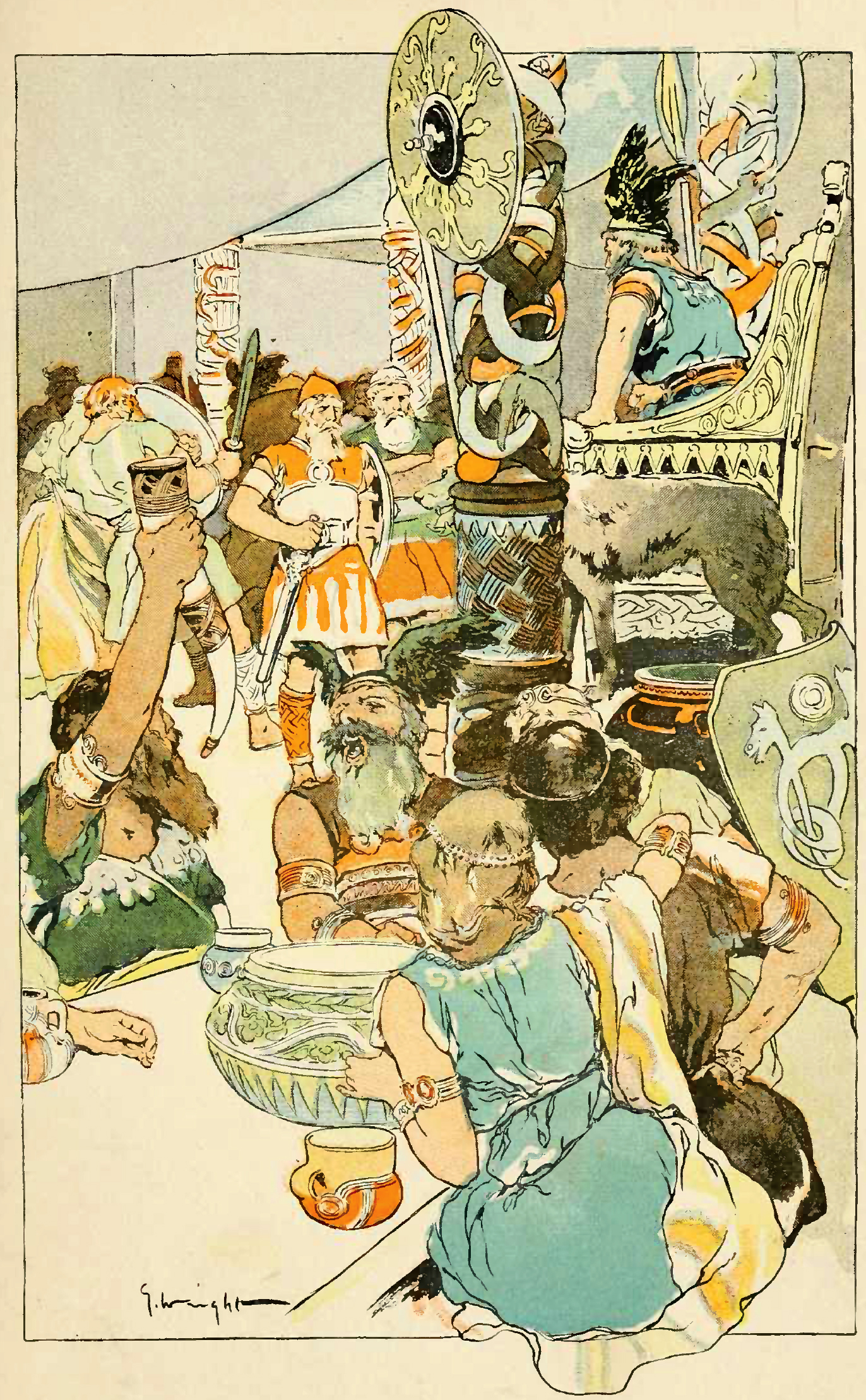
Gylfi staat voor Odin
George Wright, 1908

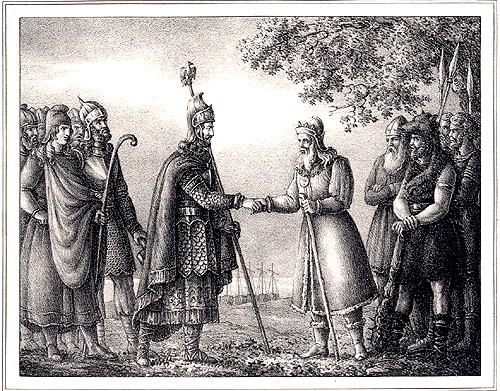
Odin ontmoet Gylfi
Hugo Hamilton, 1830

De Gylfaginning - "De begoocheling van Gylfi", "de apotheose van Gylfi" of de "de spot van Gylfi" - is na de proloog het eerste deel van de Proza-Edda van Snorri Sturluson. Het tweede deel van de Proza Edda heet de Skáldskaparmál en het derde Háttatal.

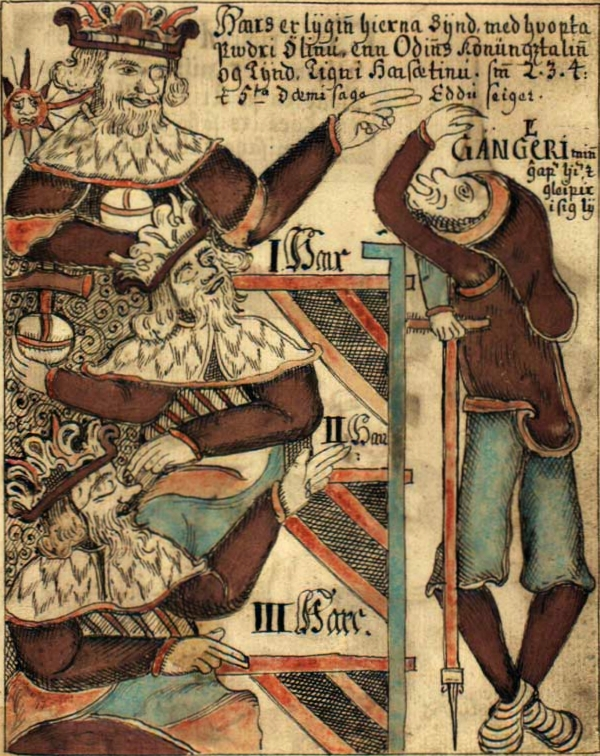
Gylfi staat voor Hoog, Even Hoog en Derde
manuscript uit IJsland, 18e eeuw

De Gylfanning beschrijft een vraag-en-antwoordspel waarin wordt bericht over de wereld van de Noordse goden, in het bijzonder over hun ontstaan en hun lotsbepaling. Tegelijk worden de hele schepping en het hele wereldbeeld uit de Edda-traditie erin geopenbaard.

## Betekenis en rol
De Gylfaginning bevat een samenvatting van de voor-christelijke mythologie van de Noordse cultuur. De auteur ontwierp het met de bedoeling Skalden in opleiding de nodige mythologische begrippen aan de hand te doen en te verklaren, die aan de basis van de Kenningar lagen.
Het was er hem minder om te doen in dit werk de metrische vorm van de oude Skaldendichtkunst aan te houden, dan om een verzameldocument samen te stellen, waaruit de Skalden de stof, de mythische motieven, namen en inspiratie voor hun stilistische omschrijvingen konden terugvinden.
Het IJslandse ginn (Oudnoors tover, magie) heeft een verheven betekenis, het komt overeen met het Sanskriet tat dat dat betekent. Ginnungagap is de afgrond van ginn.

## Inhoud
De Gylfaginning heeft het over koning Gylfi's kennismaking met de Asen, nadat hij vermomd als ene Gangleri of Gángläre (rondtrekkende leerling) naar Asgard is gereisd. De Asen voorzien de komst van Gylfi en de koning wordt door illusies omringd. De koning wordt overwelfd door de glorie van Asgard en haar inwoners. Bij de ingang ontmoet hij een jongleur met zeven zwaarden en vertelt via waterige wegen gekomen te zijn.
Hij wordt ontvangen en uitgedaagd tot een woordenstrijd met drie gedaanten van Odin, namelijk 'Hoog', 'Evenhoog' en 'Derde' (ook wel 'De Verhevene', 'Even Verheven' en 'Derde').
Hoog vroeg de aangekomene of hij meer wilde weten, en zei dat hij te eten en te drinken kon krijgen zoals iedereen daar in de hal. Gangleri antwoordde dat hij eerst wilde weten of er een wijs iemand aanwezig was. Hoog zei daarop dat Gangleri niet met zijn hoofd op zijn schouders zou wegkomen, tenzij hij de meest wijze bleek: "Blijf staan zolang ge vraagt, die 't antwoord weet zal zitten".
[Proza Edda, Gylfaginning, 2]
Hier volgt het gedicht Hávamál.
De antwoorden van de Asengoden op Gylfi's vragen ontleende de auteur aan de visie van de Völva zoals die in de eddische Völuspá is uiteengezet. Zij vangt aan met de schepping vanuit het niets, verkondigt daarbij theologische en antropologische theorieën, ontwerpt een kosmologische topologie (Noordse kosmogonie), biedt een etiologische wereldverklaring en eindigt met de eschatologie van een wereldtijdperk in de Ragnarok. Dat alles is ook het thema van de Gylfaginning.

## Stijlvorm en bronnen
De vraag waar Snorri zijn diepe mythologische kennis vandaan had, die hij in de Gylfaginning in bewerkte vorm weergeeft, kan enkel beantwoord worden met een terugblik op de eddische gedichten uit de Liederen-Edda of Poëtische Edda. Daarnaast moet hij ook nog over andere bronnen hebben kunnen beschikken die vandaag de dag verloren zijn. Het vermoeden bestaat dat hij veel informatie aan mondeling overgeleverde verhalen te danken had, die hij ook bewust opzocht.
De stijl die hij voor dit werk koos is de woordenstrijd. Dat was een traditioneel gebruik in de Noordse cultuur. De verliezer kon er in uitzonderlijke gevallen ook letterlijk het hoofd bij kwijt raken. Maar het bood natuurlijk vooral de mogelijkheid om kennis uiteen te zetten en door te geven. Belangrijk in dit spel was vooral de manier waarop de vragen gesteld werden.
Het was ook de traditionele wijze waarop men in de Middeleeuwen een vraaggesprek met de antwoordende leraar voerde. Als model waaraan Snorri zijn schema zou ontleend hebben worden telkens weer de Gregoriusdialogen en de Latijnse encyclopedie van Elucidarius genoemd. Deze laatste was in de 12e eeuw reeds in het IJslands vertaald.
Tal van middeleeuwse verhalen zijn in die vorm. In het geval van de Gylfaginning heeft Snorri zich ongetwijfeld laten inspireren door het veel oudere verhaal uit de Poëtische Edda waaruit hij veel citeert, namelijk Vafþrúðnismál. De behandelde thema's zijn daar dezelfde. De reus verliest er het leven wanneer Odin hem een vraag stelt, de Odinsvraag, waarop hijzelf alleen het antwoord kan weten.

## Metafysische bodem
Het hele verhaal heeft een sterk metafysisch kritische onderbodem. Vragen die bijvoorbeeld aan bod komen: Wie is de oudste en belangrijkste van alle goden? Waar is die God dan, wat kan hij en wat doet hij? Wat was het oerbegin en wat was er daarvoor? Welk verband is er tussen de wereld en de oerruimte, de aarde en de hemel?
Volgens de auteur wordt Gylfi begoocheld door het geloof in de geheime complexiteit van het Noordse pantheon, dat hem uiteindelijk op lege grond achterlaat. Er is over gespeculeerd of Snorri deze verhaaltrant gebruikte teneinde een document door te geven met de belangrijkste elementen van een heidense, overwegend orale (maar verdwijnende) traditie binnen een veilige christelijke context. Hij geeft alleszins de oude mythologische kern weer met hier en daar een christelijk franje (Alvader Odin is de belangrijkste god, die 'leeft in alle eeuwigheid' en 'aan de mens een ziel heeft geschonken'; slechte mensen gaan naar Hel en vandaar naar Niflheim).

## Relativering
Het verhaal is ook doorspekt met de nodige humor, die kenmerkend is voor de Noordse beschouwing van de wereld der heersende machten met elk hun eigen beperkingen. Maar in dit geval, en in de tijd waarin het verhaal wordt uitgebracht, was het wel nodig om regelmatig knipoogjes aan het lezend en luisterend publiek te brengen: als iemand het verhaal over de heidense goden samenstelde, moest die wel duidelijk laten blijken dat hij het oude in onbruik rakend of verboden geloof niet aan het propageren was. Het ging immers om het doorgeven van traditioneel cultuurgoed.
Het vraag-en-antwoordspel eindigt onbeslist in het geval van de Gylfaginning. Zodra de vragen van Gangleri 'voorbij de laatste dingen' gaan reiken, weet niemand nog antwoord. En de grote hal met de drie tronen is ineens verdwenen. Gylfi bevindt zich plots alleen op een kale vlakte.